# حفرة إلى السماء
حفرة إلى السماء، رواية عربية، للروائي السعودي عبد الله آل عياف. صدرت الرواية لأوّل مرة عام 2020 عن دار مسكيلياني بالتعاون مع دار رشم للنشر والتوزيع في السعودية، ودخلت في القائمة الطويلة للجائزة العالمية للرواية العربية لعام 2021، المعروفة باسم «جائزة بوكر العربية».